# Oleria radina
Espèce
Oleria radina est une espèce d'insectes lépidoptères, un papillon diurne de la famille des Nymphalidae, sous-famille des Danainae, à la tribu des Ithomiini, sous-tribu des Oleriina et au genre Oleria.

## Dénomination
Oleria radina a été décrit par Richard Haensch en 1909.

## Écologie et distribution
Oleria fumata est présent en Colombie et en Équateur,.

### Protection
Pas de statut de protection particulier.

## Systématique
Le nom valide complet (avec auteur) de ce taxon est Oleria radina (Haensch, 1909).
L'espèce a été initialement classée dans le genre Leucothyris sous le protonyme Leucothyris radina Haensch, 1909.
Oleria radina a pour synonyme :
- Leucothyris radina Haensch, 1909